# Malik Berthelsen
Malik Berthelsen é uma política gronelandesa que serve como prefeita de Qeqqata, presidente do conselho municipal de Qeqqata e ex-membro do Parlamento da Gronelândia, o Inatsisartut.
Berthelsen tem-se concentrado no transporte e foi uma defensora da construção de uma estrada que ligaria Sisimiut a Kangerlussuaq. Este seria o primeiro projecto rodoviário da Gronelândia a ligar um assentamento a outro.